# Functionele maagklachten
Functionele maagklachten, aspecifieke maagklachten of functionele dyspepsie zijn benamingen voor maagklachten zonder zichtbare oorzaak die langer dan zes maanden aanhouden.

## Oorzaak
Er zijn twee veel voorkomende oorzaken voor functionele maagklachten:
- Luie maag, dit wordt ook wel vertraagde maagontlediging genoemd en houdt in dat de maagspieren langzaam functioneren, waardoor voedsel langer in de maag aanwezig is.
- Overgevoelige maag, hierbij is een persoon gevoelig voor prikkels uit het spijsverteringsstelsel die andere niet zouden voelen ten gevolge van een doorgemaakte maaginfectie, verstoorde darmbeweging, psychische factoren en verkeerd voedingspatroon.

## Symptomen
De volgende symptomen kunnen voorkomen bij functionele maagklachten:
- Pijn in de bovenbuik of in maagstreek
- Misselijkheid
- Refluxen en opboeren
- Opgeblazen gevoel
- Snel een vol gevoel/verminderde eetlust
- Soms braken

## Diagnostiek
Om andere aandoeningen uit te sluiten, zal eerst een gastroscopie uitgevoerd worden. Indien er niks gevonden wordt, kan een maagontledigingsonderzoek plaatsvinden door middel van radioactieve stoffen.

### Criteria
Om de diagnose functionele maagklachten te kunnen stellen dient de patiënt aan een aantal criteria te voldoen:
- Een van de volgende verschijnselen moeten aanwezig zijn:
  - een vervelend vol gevoel na de maaltijd
  - snelle verzadiging
  - pijn in de maagstreek;
  - een brandend gevoel in de maagstreek.
- De klachten moeten minstens zes maanden aanhouden.
- Als de symptomen bij een ander ziektebeeld passen, moet deze eerst uitgesloten worden.

## Behandeling
De behandeling bestaat voornamelijk uit voedingsadviezen en symptoombestrijding. Zo kan een arts medicatie voorschrijven die de voedselpassage van de maag naar de twaalfvingerige darm bevordert zoals domperidon of metoclopramide Indien de oorzaak een overgevoelige maag betreft, kan antidepressiva de prikkels vanuit de maag verminderen, waardoor de klachten afnemen.